# Siw Carlsson
Siv Bodil Agneta Carlsson, född 1 oktober 1949 i Hohultslätt (nuv. Alstermo) i Älghults socken i Värend, Småland, är en svensk artistisk komiker och skådespelare verksam under namnet Siw Carlsson.
Hon framträder flitigt i olika komedier av buskis-karaktär och förknippas ofta med revyer av Eva Rydberg och med farser av Stefan & Krister i Falkenberg.

## Biografi
Siw Carlsson började på 1960-talet sin scenkarriär som medlem av dansbandet Swen Axén Pop Team med Siv Helge. Därefter förekom hon i olika lokalrevyer.
Carlsson har sedan 1990-talet deltagit i teater-, TV- och filmproduktioner i samarbete med Stefan Gerhardsson och Krister Claesson, där hon ofta figurerat i den kvinnliga huvudrollen. Hon har även spelat komedi med Eva Rydberg på Nöjesteatern i Malmö och Fredriksdalsteatern i Helsingborg. Carlsson medverkade 2006 och 2009 i Arlövsrevyn, där hon bland annat spelat mot Sven Melander.
År 2011 medverkade Siw Carlsson i SVT:s julkalender Tjuvarnas jul, som ledaren av Klappsnapparna.
Siw Carlsson syntes i 2007 års TV-film Söderkåkar.
År 2013 hade den animerade filmen Emil & Ida i Lönneberga premiär. Där bidrog Siw Carlsson med rösten till rollfiguren "Krösa-Maja".
Sommaren 2016 är Siw Carlsson en av programledarna för Sommar i P1. Hon var även sommarvärd 1991.
Siw Carlsson är numera bosatt i Grönlid i Kråksmåla socken i Kalmar län.

## Etablerade rollfigurer

### Augustina
Augustina är en över 30 år gammal rollfigur. Den skapades i Janne "Loffe" Carlssons eget TV-program Kulan som en arg städtant, och det första riktiga framträdandet hölls på Alstermo-revyn år 1989. Embryot till Augustina kom när Siw Carlsson fick uppdraget att göra ett improviserat framträdande emellan två sketcher/monologer på amatörrevyn, ställde sig på ett sätt som väckte skratt hos publiken, och Siw Carlsson fick därefter en klänning av en originell väninna som Augustina delvis blev baserad på. Vidare utvecklades rollfiguren i samarbete med Stefan och Krister i början på 1990-talet, framträdde mestadels i form av monologer på scen och fick dessutom ett eget litet rockband vid namn "Augustina Rock".
Augustina har jämt en blå klänning, keps med uppåtriktad skärm och bär på en liten handväska. Ofta bär hon på agitation och gnäller på sin make August, och hans bror Otto.

### Hemsamariten
Rollen som städerska och diskerska utspelar sig hos bonden Kristian i Full fräs och Sommarbuskis-revyerna.

### Ebba Dolk
Fru Ebba Dolk i Full frys är högsta chefen och ägarinnan för "Dolkens Livs"; en förmögen, pälsklädd, hård och stressad dam som ser till att Sture Bergholm har snurr på butiken. Förutom butiken äger hon även tidningen Hallands Nyheter, men kan också göra stora utflykter i sällskap av kändisar som exempelvis längdskidåkning över Grönland med Gunde Svan och bäverjakt med Jan Guillou. Hon nämner också i ett avsnitt att hon skall äta middag med Peter Harryson, varpå Sture mumlar "Stackars jävel".

### Matilda Kristersson
Fru Matilda Kristersson är Nils-Eriks kloka hustru som får sköta det främsta hushållet och uppmuntra parets dotter (Hemvärn & påssjuka) och son (Jäkelskapserien), är för övrigt i stil med nykterist. I Hemvärn & påssjuka är hon mest arrogant och bestämd, medan hon i Jäkelskapserien är kärleksfull och har lätt till tårar.

## Produktioner

### TV-produktioner
- 1990 – Hemkört
- 1991 – Bakhalt
- 1992, 1993, 1994 – Sommarbuskis
- 1993, 1996 – Full fräs (TV-serie)
- 1996 – Hemlighuset[9]
- 1997 – Hemvärn & påssjuka
- 1998 – Där fick du!
- 1999 – Full frys (TV-serie)
- 1999 – Bröstsim & gubbsjuka
- 2001 – Snålvatten och jäkelskap
- 2002 – Bröllop och jäkelskap
- 2005 – Jonson och Pipen (TV-serie)
- 2006 – Brännvin och fågelholkar – Söderkåkar reser västerut!
- 2007 – Hemsöborna – Väldigt fritt efter August Strindberg
- 2009 – Virus i bataljonen
- 2010 – En mor till salu
- 2011 – Pang på pensionatet
- 2011 – Tjuvarnas jul (TV-serie) ("Madam Bovfwén"[1])
- 2012 – Campa i klaveret
- 2013 – Livat i parken
- 2014 – Brännvin i kikar'n ("Florence"[1])
- 2015 – Bröllop i kikar'n
- 2016 – Jäkelskap i kikar'n
- 2017 – Soldat Fabian Bom
- 2018 – Pilsner & penseldrag

### Bioproduktioner
- 2013 – Emil & Ida i Lönneberga ("Krösa-Maja", röst)

## Teater

### Roller (i urval)
| År   | Roll                                                | Produktion                                                                          | Regi             | Teater                   |
| ---- | --------------------------------------------------- | ----------------------------------------------------------------------------------- | ---------------- | ------------------------ |
| 1996 | Fru Inez Olsson                                     | Hemlighuset Curt Peterson                                                           | Krister Claesson | Vallarnas friluftsteater |
| 1997 | Mathilda Kristersson                                | Hemvärn & påssjuka Nils Bie Persson                                                 | Anders Albien    | Vallarnas friluftsteater |
| 1998 | Signe Rask                                          | Där fick du! Krister Claesson                                                       | Krister Claesson | Vallarnas friluftsteater |
| 1999 | Dagmar Eriksson, hembiträde.                        | Bröstsim & gubbsjuka Franz Arnold och Ernst Bach                                    | Örjan Herlitz    | Vallarnas friluftsteater |
| 2000 | Överstinnan Wingstjerna                             | Inte nu, älskling! (Not Now, Darling) Ray Cooney och John Chapman                   | Anders Albien    | Halmstads Teater         |
| 2001 | Matilda Kristersson                                 | Snålvatten och jäkelskap Krister Claesson                                           | Krister Claesson | Vallarnas friluftsteater |
| 2002 | Matilda Kristersson                                 | Bröllop och jäkelskap Krister Claesson                                              | Krister Claesson | Vallarnas friluftsteater |
| 2003 | Saunders                                            | Änglar med glorian på sne (Fallen Angels) Noël Coward                               | Jan Hertz        | Nöjesteatern/ Turné      |
| 2006 | Aurore "Morrhoppan" Lundström Klasén. Jana Larsson. | Brännvin och fågelholkar – Söderkåkar reser västerut! Gideon Wahlberg               | Anders Albien    | Vallarnas friluftsteater |
| 2007 | Madame Flod                                         | Hemsöborna – Väldigt fritt efter August Strindberg Krister Classon och Lars Classon | Krister Classon  | Vallarnas friluftsteater |
| 2008 | Hildur Jönsson                                      | Rabalder i Ramlösa Adde Malmberg och Johan Schildt                                  | Roine Söderlundh | Fredriksdalsteatern      |
| 2009 | Ingeborg Pettersson                                 | Virus i bataljonen Lars Classon och Per Andersson                                   | Ulf Dohlsten     | Vallarnas friluftsteater |
| 2010 | Fru Elsa Liljefors                                  | En mor till salu Lars Classon och Per Andersson                                     | Ulf Dohlsten     | Vallarnas friluftsteater |
| 2011 | Tant Greta Karlsson                                 | Pang på pensionatet Krister Classon                                                 | Krister Classon  | Vallarnas friluftsteater |
| 2012 | Ester Jansson                                       | Campa i klaveret Lars Classon, Per Andersson och Håkan Klamas                       | Lars Classon     | Vallarnas friluftsteater |
| 2013 | Brunhild Müller                                     | Livat i parken Lars Classon och Torbjörn Karlsson                                   | Lars Classon     | Vallarnas friluftsteater |
| 2014 | Dagmar "Florence" Larsson                           | Brännvin i kikar'n Lars Classon och Jojje Jönsson                                   | Lars Classon     | Vallarnas friluftsteater |
| 2015 | Dagmar Larsson                                      | Bröllop i kikar'n Lars Classon och Jojje Jönsson                                    | Ulf Dohlsten     | Vallarnas friluftsteater |
| 2016 | Dagmar Larsson                                      | Jäkelskap i kikar'n Lars Classon och Jojje Jönsson                                  | Ulf Dohlsten     | Vallarnas friluftsteater |
| 2017 | Maj. Carolina Hård                                  | Soldat Fabian Bom Nils Poppe                                                        | Ulf Dohlsten     | Vallarnas friluftsteater |
| 2018 | Moster Malvina Sörenstam                            | Pilsner & penseldrag Gideon Wahlberg                                                | Ulf Dohlsten     | Vallarnas friluftsteater |
| 2019 | Eva Persson                                         | Stulen kärlek Krister Classon                                                       | Pär Nymark       | Vallarnas friluftsteater |